# Киркьювохскиркья
Киркьювохскиркья (исл. Kirkjuvogskirkja) — лютеранская церковь (кирха) в деревне Хабнир на юго-западе Исландии. Здание расположено в черте населённого пункта, на пересечении улиц Киркьювегюр и Хабнаргата. Храм принадлежит пробству Кьяларнеспроувастсдайми (исл. Kjalarnesprófastsdæmi). Зал церкви рассчитан на триста человек. Киркьювохскиркья построена из дерева.

## История
Церковь в этой местности впервые упоминается с начала XIV века, но известно, что располагалась она севернее и до наших ней не сохранилилась. Здание нынешней церкви было построено в 1861 году. Серьёзно пострадала от пожара в 60-х гг. XX в., и к 1972 году была отстроена заново на личные средства одного из жителей Хабнира — Вильхьяульмюра Хауконарссона (исл. Vilhjálmur Hákonarson). Рядом с церковью находится небольшое кладбище.

## Галерея

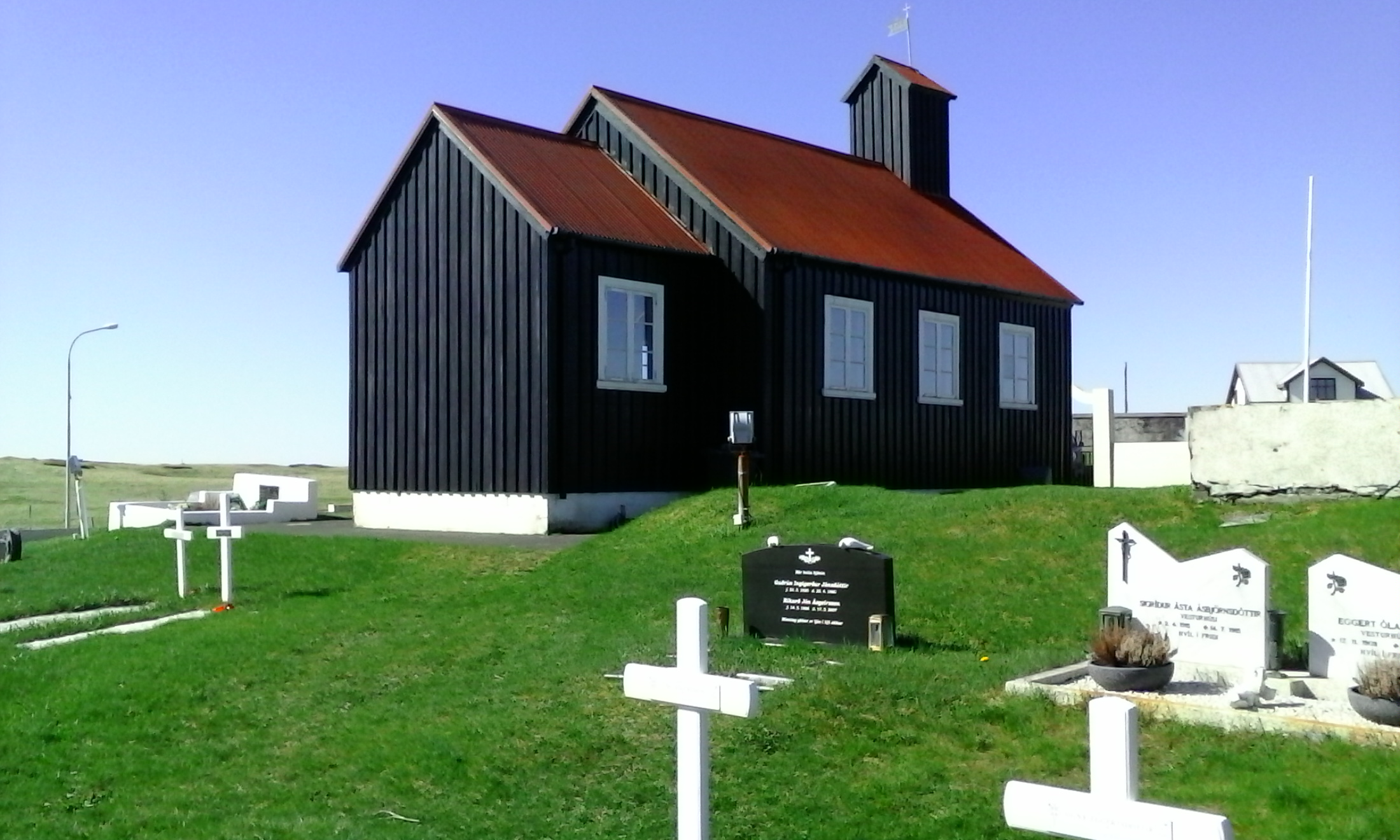
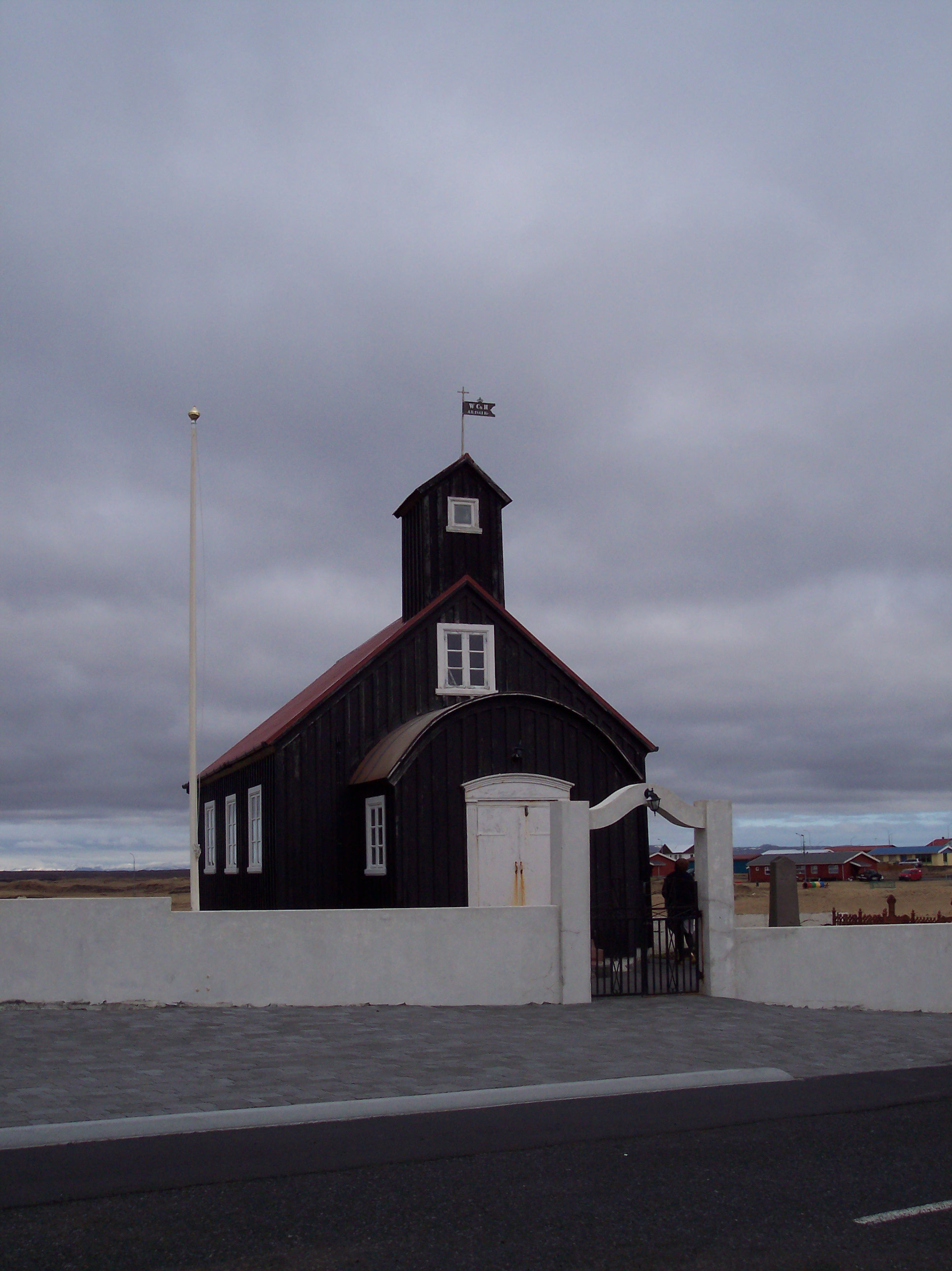
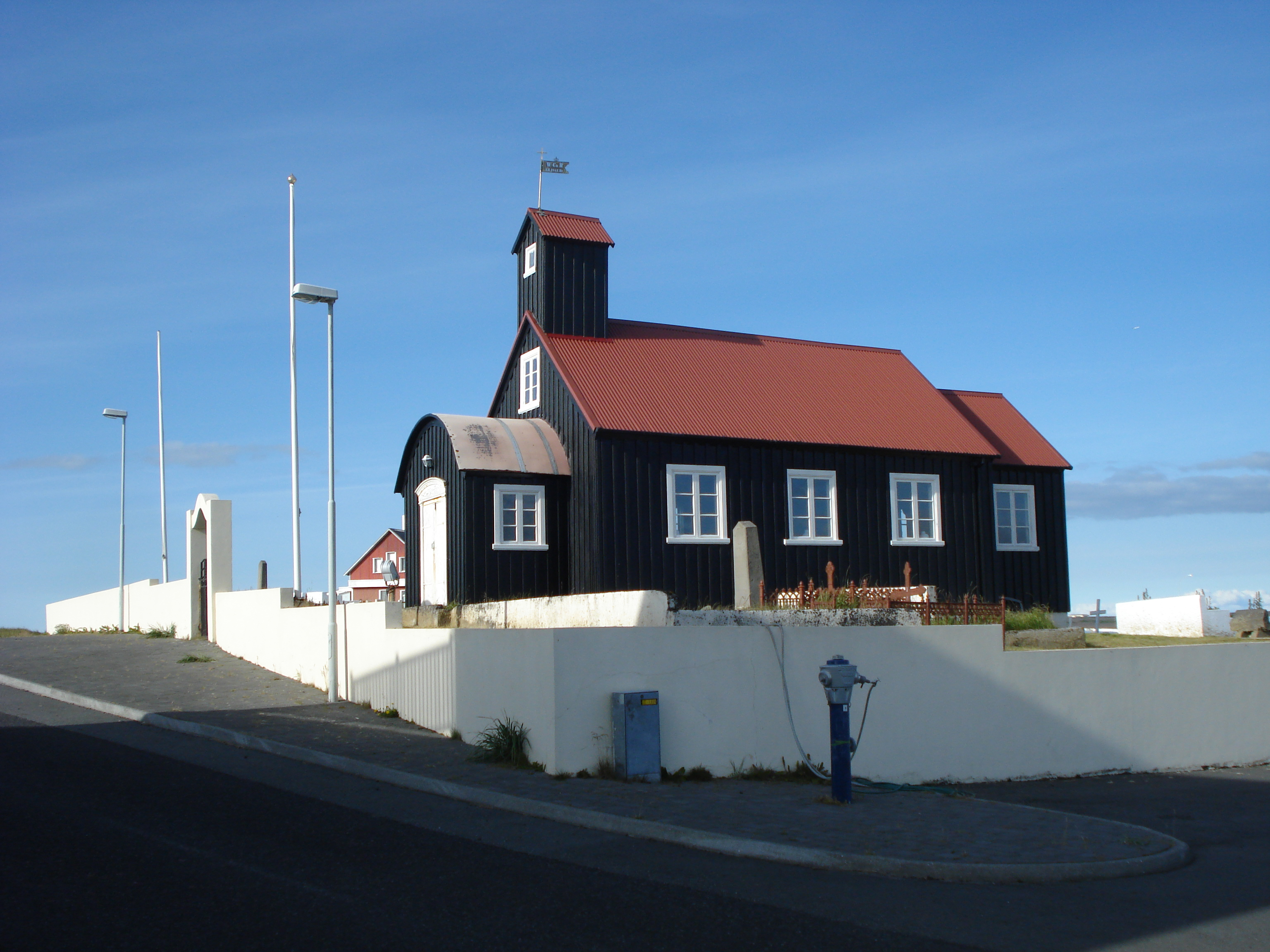

Киркьювохскиркья
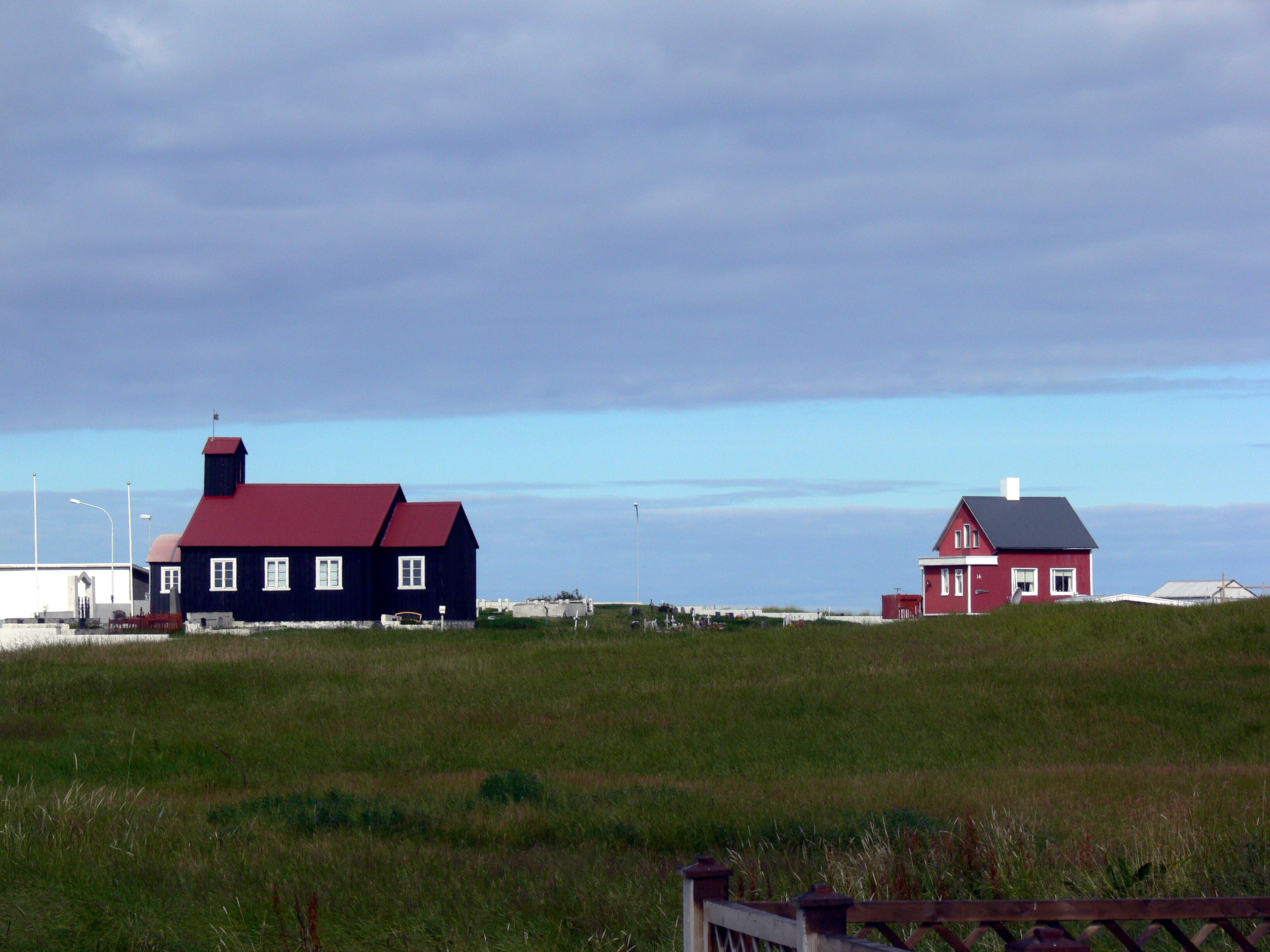
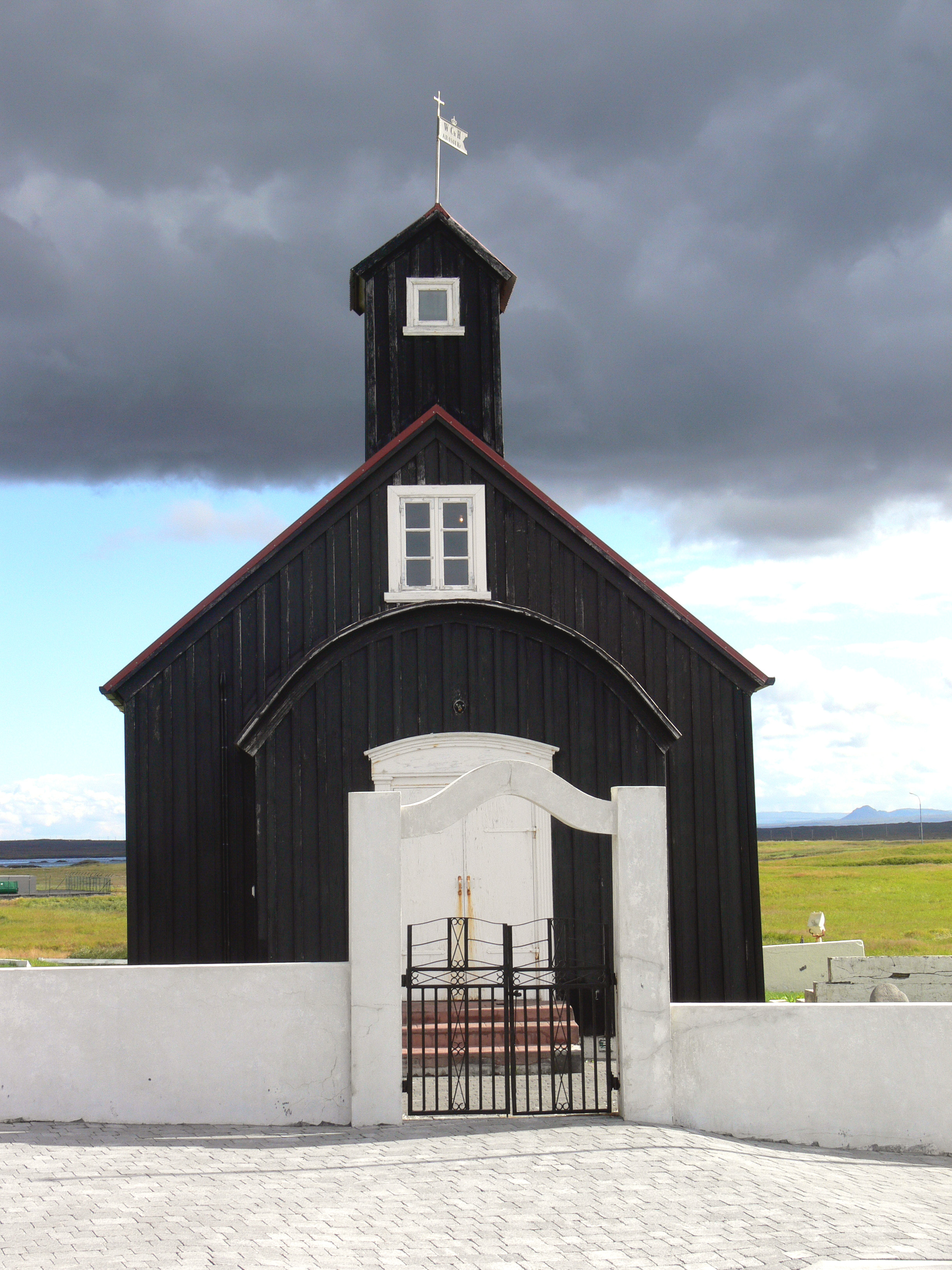
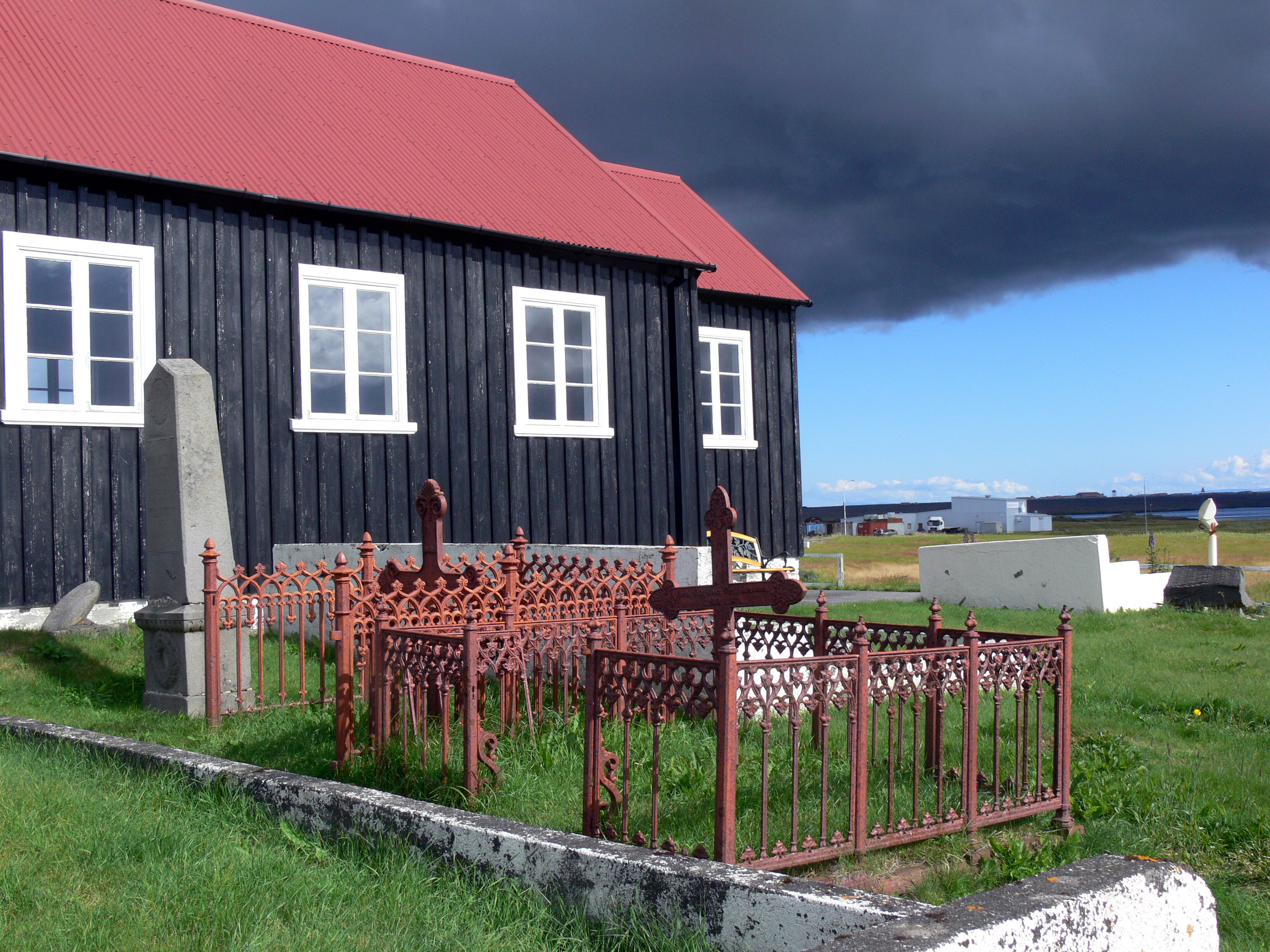